# La Lanterna di Diogene (periodico 1856)
La Lanterna di Diogene fu un settimanale satirico pubblicato a Firenze dal maggio del 1856 fino al gennaio del 1859. La testata aveva come sottotitolo: giornale diabolico.
Si occupava, tra le altre cose, di arte e musica. Tra i suoi collaboratori vi fu il pittore Angiolo Tricca, che si firmò con lo pseudonimo di "Tita".
Il nome riprendeva la leggenda secondo la quale Diogene di Sinope girava nottetempo armato di lanterna «cercando l'Uomo».